# Cárcel Municipal (Ademuz)

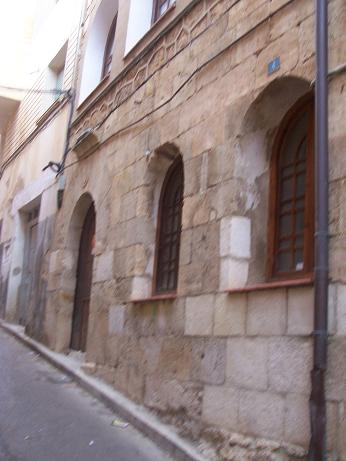
Cárcel Municipal.. Ademuz.

La Cárcel Municipal es un edificio civil situado en la villa de Ademuz, provincia de Valencia (España).

## Situación
La Cárcel Municipal se halla detrás de la Casa de la Villa, en la Calle Empedrado, que asciende en dirección al Castillo.

## Descripción
Es un edificio que consta de planta baja y tres pisos superiores, aunque originalmente sólo tenía una planta superior, siendo añadidas el resto durante una intervención en la década de 1950.
De la planta baja destaca su portada con arco de medio punto, así como el interesante escudo que la corona, que revela el año de su construcción, 1567.

## Historia
Se trata de un edificio erigido en el último tercio del siglo XVI, durante el reinado de Felipe II, que además de ejercer funciones de prisión, también fue vivienda del alguacil municipal, así como sede de parte del archivo municipal. En la historia más reciente, en el siglo XX, ha acogido escuelas de primaria, una central telefónica y sala municipal de exposiciones. Actualmente es sede del Instituto Cultural y de Estudios del Rincón de Ademuz (ICERA).